# Новояричівська селищна рада
| Новояричівська селищна рада — орган місцевого самоврядування у Львівському районі Львівської області з адміністративним центром у смт Новий Яричів. Новояричівська селищна рада Львівського району Львівської області є однією із найбільших територіальних громад, що об’єднала 18 сіл та селищ . На території громади проживає близько 18500 осіб. Площа громади становить 222 кв. км. Адміністративний центр громади – смт Новий Яричів. За територіальним поділом та кількістю жителів у громаді створено 7 старостинських округів: Банюнинський старостинський округ: с. Банюнин, с. Неслухів. Борщовицький старостинський округ: с. Борщовичі. Великосілківський старостинський округ: с. Великосілки, с. Соколів, с. Малі Нагірці, с. Нова Лодина. Дідилівський старостинський округ: с. Дідилів, с. Убині, с. Хренів, с. Великі Підліски. Запитівський старостинський округ: смт Запитів. Старояричівський старостинський округ: с. Старий Яричів, с. Цеперів, с. Кукезів, с. Руданці. Пикуловицький старостинський округ: с. Пикуловичі. Головою Новояричівської селищної ради обрано Петра Соколовського. Історична дата утворення: в 1940 році. Водоймища на території, підпорядкованій даній раді: річка Яричівське. Селищній раді підпорядковані населені пункти: - смт Новий Яричів |

## Склад ради
Рада складається з 18 депутатів та голови.

### Керівний склад ради
| ПІБ                   | Основні відомості                                           | Дата обрання | Дата звільнення |
| --------------------- | ----------------------------------------------------------- | ------------ | --------------- |
| Кулик Роман Дмитрович | Селищний голова, 1950 року народження, освіта, безпартійний | 26.03.2006   | 31.10.2010      |
| Кулик Роман Дмитрович | Селищний голова, 1950 року народження, освіта, безпартійний | 31.10.2010   | 25.10.2015      |

Примітка: таблиця складена за даними джерела